# Montesano (San Antonio de Benageber)
Montesano es una urbanización del área metropolitana de Valencia, España perteneciente al municipio de San Antonio de Benagéber en su mayor extensión y, por otro lado también abarca aunque en menor medida el término del municipio de Bétera. Es una localidad conformada principalmente por chalets de construcción reciente habitados todo el año. Su población censada en 2022 era de 2033 habitantes (INE).

## Geografía

### Localización
La urbanización de Montesano se encuentra a 14 km de la ciudad de Valencia, lindando con las comarcas de la Huerta Norte y Oeste, en el extremo más oriental del territorio comarcal del Campo de Turia. El término municipal de San Antonio de Benagéber limita con Bétera, La Eliana, Paterna y Puebla de Vallbona.

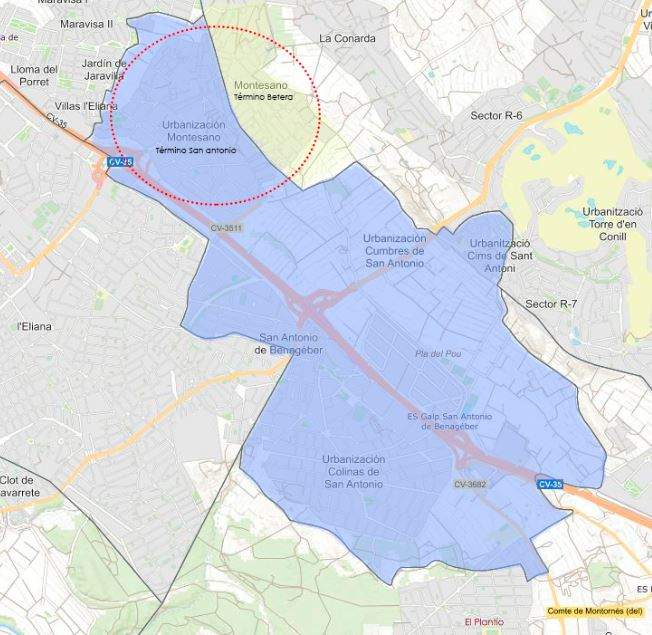

no

## Demografía
El crecimiento demográfico de Montesano ha sido relativamente rápido en los últimos años, probablemente debido al hecho de su cercanía a la ciudad de Valencia a tan solo 14km. Su población se ha multiplicado casi por 10 en los últimos 20 años.
| Término                 | Sexo                    | 2000 | 2001  | 2002  | 2003  | 2004  | 2005  | 2006  | 2007  | 2008 | 2009  | 2010  | 2011  | 2012  | 2013  | 2014  | 2015  | 2016 | 2017 | 2018 | 2019 | 2020 | 2021 | 2022 |
| SAB                     | Hombres                 | 61   | 67    | 78    | 92    | 109   | 123   | 143   | 168   | 167  | 197   | 205   | 270   | 323   | 392   | 459   | 538   | 590  | 626  | 643  | 689  | 706  | 747  | 854  |
| Betera                  | Hombres                 | 39   | 43    | 45    | 48    | 55    | 62    | 69    | 72    | 75   | 77    | 93    | 106   | 105   | 110   | 116   | 123   | 141  | 148  | 136  | 139  | 144  | 162  | 169  |
| SAB                     | Mujeres                 | 54   | 62    | 77    | 92    | 107   | 121   | 136   | 152   | 155  | 172   | 189   | 253   | 325   | 409   | 473   | 534   | 571  | 607  | 607  | 665  | 695  | 739  | 832  |
| Betera                  | Mujeres                 | 32   | 37    | 44    | 46    | 54    | 60    | 63    | 65    | 64   | 66    | 77    | 88    | 91    | 92    | 94    | 103   | 118  | 131  | 126  | 140  | 148  | 164  | 168  |
| Total población         | Total población         | 186  | 209   | 244   | 278   | 325   | 366   | 411   | 457   | 461  | 512   | 564   | 717   | 844   | 1003  | 1142  | 1298  | 1420 | 1512 | 1512 | 1633 | 1693 | 1812 | 2033 |
| Incremento respecto N-1 | Incremento respecto N-1 | N/A  | 12,4% | 16,7% | 13,9% | 16,9% | 12,6% | 12,3% | 11,2% | 0,9% | 11,1% | 10,2% | 27,1% | 17,7% | 18,8% | 13,9% | 13,7% | 9,4% | 6,5% | 0,0% | 8,0% | 3,7% | 7,0% | 12%  |

https://www.ine.es/nomen2/index.do

## Comunicaciones

### Carretera
La principal vía de acceso a la urbanización Montesano es la CV-35 (Pista de Ademuz). Otras de las vías de comunicación del término de San Antonio de Benagéber son:
- Autovía CV-35 que se dirige al interior de la provincia de Valencia (Autovía Valencia - Liria - Ademuz)

- Autopista A-7 que comunica el eje mediterráneo, entre Barcelona y Algeciras
- La carretera CV-336 que une Ribarroja del Turia con Bétera.

### Autobús
Montesano dispone de parada de Autobuses Metropolitanos de Valencia (MetroBus) que conectan la urbanización con la capital. La línea que conecta Montesano con el centro de Valencia es la 145A. 

### Metro
La urbanización no dispone de parada de metro propia sin embargo, encontramos varias estaciones cercanas de la Línea 2 de MetroValencia:
1. a 2,7 km la parada de metro de L'Eliana
2. a 4 km la parada de metro Torre del Virrei
3. a 4 km la parada de metro El Clot
4. a 7,5 km la parada de metro de La Canyada

### Bicicleta
La urbanización está conectada con el casco urbano de San Antonio de Benagéber por carril bici en un recorrido de aproximadamente 3 km. Si lo que queremos es llegar hasta la ciudad de Valencia únicamente hay que seguir el carril bici que conecta los distintos municipios durante aproximadamente15km. 

## Servicios

### Educación
La Urbanización de Montesano dispone de dos colegios como son:
- Público: CEIP La sabina
- Privado: Home school Internacional.

Para más alternativas hay que desplazarse al casco urbano del municipio de San Antonio de Benagéber o a los municipios limítrofes.

### Supermercados y demás centros
La misma urbanización dispone de supermercado y restaurantes propios. Además, a menos de 1 km encontraremos el centro comercial el osito con variedad de supermercados, tiendas y restaurantes.

### Emergencias
- Centros de salud: La urbanización no dispone de centro de salud, para ello hay que desplazarse al casco urbano del municipio de San Antonio de Benagéber
- Hospital: Los hospitales más cercanos son: Centro de rehabilitación de Levante, IMED, Arnau de Vilanova, Hospital de Liria y Hospital de Manises.
- Policía: Las comisarías más cercanas de policía son la Policía Local San Antonio de Benagéber, Guardia Civil de la Puebla de Vallbona y la Policía Nacional de Paterna.
- Bomberos: La estación de los bomberos se encuentra a 750m de la urbanización en el término de la La Eliana.